# LadBaby
I LadBaby sono un duo di blogger e musicisti britannici di Nottingham. Specializzati in video blog in cui offrono consigli ai genitori e cover parodistiche, i LadBaby sono passati alla storia per aver piazzato cinque singoli al numero 1 nella classifica britannica durante il periodo natalizio, superando così il primato precedentemente ottenuto solo dai Beatles.

## Storia del gruppo
I LadBaby sono composti da Mark Ian Hoyle e sua moglie Roxanne Zee Hoyle (nata Messenger) che, nel 2012, partecipò a una puntata del programma Hidden Talent trattenendo il fiato sott'acqua per 4 minuti e 18 secondi.
I due si sposarono il maggio 2015 dopo una fuga d'amore a Las Vegas e diedero alla luce due figli di nome Phoenix Forest e Kobe Notts, nati rispettivamente nel 2016 e nel 2018. Mentre sua moglie era incinta del primo figlio, Mark decise di creare un blog sulla sua vita da genitore a cui diede il nome di "LadBaby": una parola macedonia composta dai termini lad ("ragazzo" o "giovanotto") e baby ("bambino" o "neonato"); il nome è dovuto al fatto che, allora, egli era giovane e stava per avere un bambino.
Nel 2018 i due coniugi pubblicarono, usando il nome LadBaby, il loro singolo di debutto We Built This City, cover degli Starship che nel ritornello menziona gli involtini di salsiccia (sausage rolls). Grazie a quella novelty song gli Hoyles diventarono i primi utenti di YouTube britannici giunti al primo posto della UK Singles Chart. Il brano si piazzò anche alle posizioni numero 31 e 47 rispettivamente dell'ARIA Digital Track Chart australiana e della Hot Rock Songs statunitense.
Nel giugno 2018, a seguito di una votazione pubblica online, Mark Hoyle vinse il premio "Celebrity Dad of the Year" di Clas Ohlson. Nove mesi dopo, l'azienda consegnerà a Roxanne Hoyle il premio "Celebrity Mum of the Year".
Nel novembre 2019 gli Hoyle pubblicarono un libro intitolato Parenting for £ 1: … And Other Baby Budget Hacks in cui offrono consigli ai genitori.
Il 13 dicembre 2019, i LadBaby pubblicarono I Love Sausage Rolls, che adotta la base di I Love Rock 'n' Roll degli Arrows, e a cui partecipò Nick Southwood, che co-scrisse le liriche e si occupò di produrre e missare la traccia oltre a suonare gli strumenti. La copertina del singolo è una parodia di quella di Abbey Road dei Beatles. Grazie a tale brano, i LadBaby riuscirono a diventare il terzo gruppo in assoluto a ottenere due hit natalizie giunte al primo posto in classifica per due anni consecutivi, e il primo a pubblicare due novelty diventate delle numero uno di Natale nel Regno Unito per due anni consecutivi. Nonostante ciò, dopo essere stata nella Top 40 per una settimana, I Love Sausage Rolls scese drasticamente alla posizione 57 il 27 dicembre.
Durante la seconda metà del 2020 i LadBaby presero parte a una campagna pubblicitaria della Walkers per promuovere delle patatine al gusto salsiccia.
Il 18 dicembre 2020, gli Hoyle pubblicarono il terzo singolo Don't Stop Me Eatin', cover di Don't Stop Believin' dei Journey che, come era già accaduto con le due tracce precedenti del duo, presentava delle liriche sugli involtini di salsiccia. La copertina del brano è una parodia di quella del singolo Bohemian Rhapsody dei Queen. Grazie a Don't Stop Me Eatin', i LadBaby riuscirono a inserirsi al primo posto della UK Singles Chart per la terza volta consecutiva nell'arco di tre anni. Il 21 dicembre 2020 i LadBaby pubblicarono una versione della traccia in collaborazione con Ronan Keating. Stando a quanto riportato da James Masterton, analista delle classifiche di Music Week il singolo e la versione con Keating avevano venduto più di 116.000 copie fino a quel momento. Il 1º gennaio 2021 Don't Stop Me Eatin scese alla posizione numero 78 della classifica.
Nel luglio 2021 la coppia lanciò una linea di abbigliamento in edizione limitata in occasione del campionato europeo di calcio 2020. A novembre pubblicarono un libro illustrato per bambini, Greg the Sausage Roll: Santa's Little Helper.
Alla fine del 2021, i LadBaby annunciarono di voler ottenere la quarta numero 1 di Natale. Sausage Rolls for Everyone dei LadBaby è una rivisitazione umoristica di Merry Christmas di Elton John e Ed Sheeran che, per la quarta volta, si piazzò al primo posto della casistica britannica verso la fine dell'anno eguagliando così il record precedentemente stabilito dai Beatles. La traccia venne scaricata 110.882 volte e ne vennero vendute 4.898 copie. Del brano venne pubblicata anche una versione acustica in collaborazione con il Food Bank Choir e senza John e Sheeran.
Nel dicembre 2022 pubblicarono il singolo Food Aid, rivisitazione del classico Do They Know It's Christmas?, che debuttò direttamente in vetta alla classifica britannica: questo permise loro di battere il record eguagliato l'anno precedente.
Nel 2023 la coppia decise di non pubblicare un singolo natalizio.

## Filantropia
I LadBaby hanno destinato i proventi delle loro canzoni e iniziative a The Trussell Trust e altri enti di beneficenza. Il duo avrebbe pubblicato Greg the Sausage Roll: Santa's Little Helper perché, stando alle loro parole:

## Formazione
- Mark Ian Hoyle – voce
- Roxanne Zee Hoyle – voce

## Discografia

### Singoli
- 2018 – We Built This City
- 2019 – I Love Sausage Rolls
- 2020 – Don't Stop Me Eatin'
- 2020 – Don't Stop Me Eatin' (con Ronan Keating)
- 2021 – Sausage Rolls for Everyone (con Elton John e Ed Sheeran)
- 2021 – Sausage Rolls for Everyone (con The Food Bank Choir)
- 2022 – Food Aid